# Fanny Starhemberg

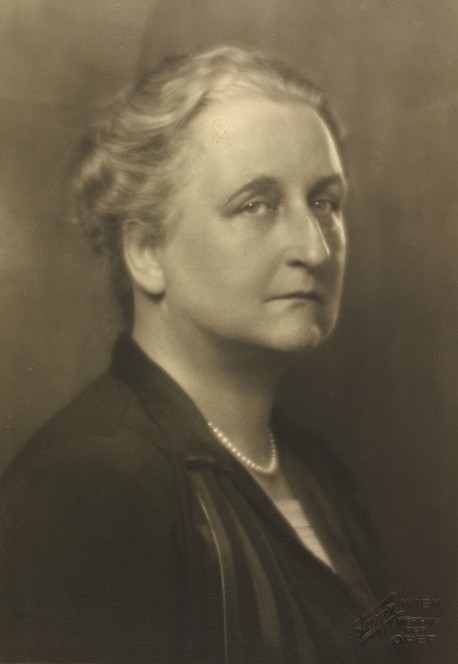
Aufnahme von Georg Fayer (1927)

Fürstin Franziska von Starhemberg, auch Fanny Starhemberg genannt, geborene Gräfin Franziska von Larisch-Mönnich, (* 24. Oktober 1875 in Wien; † 27. April 1943 in Bad Darkau) war eine österreichische Adelige, später Politikerin und gehörte der Christlichsozialen Partei (CS) an.

## Leben

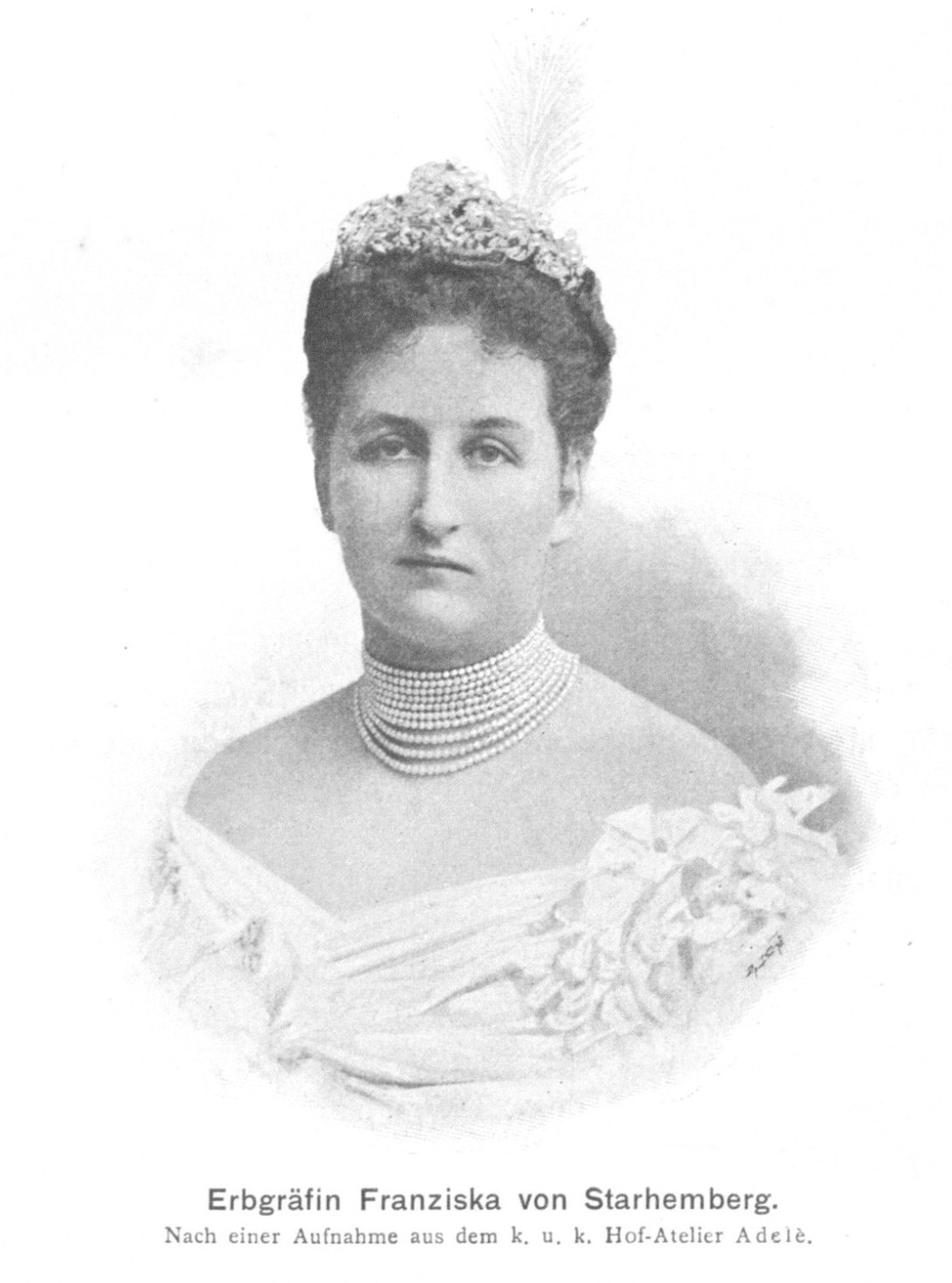
Fanny Starhemberg, 1901

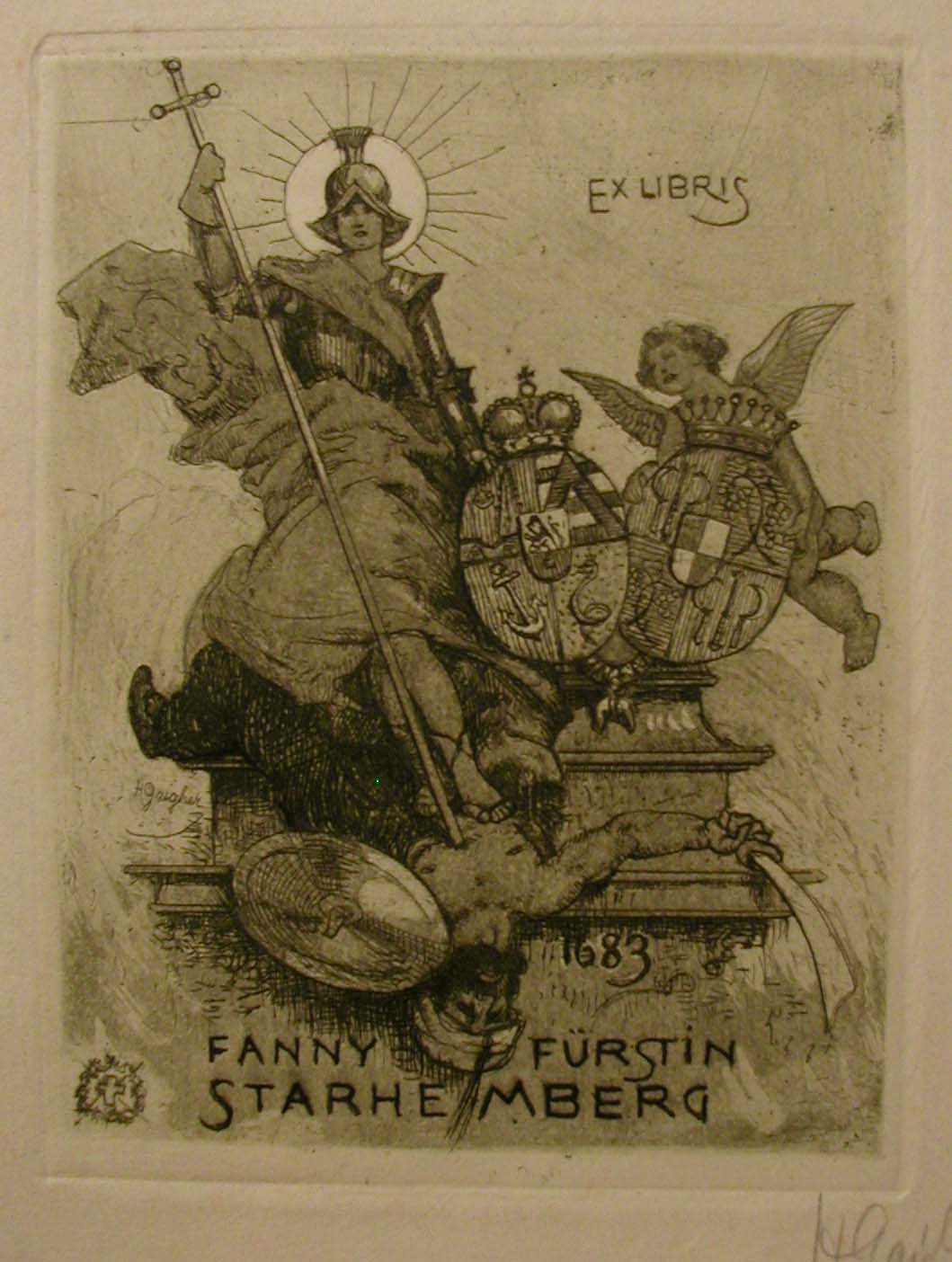
Heraldisches Ex Libris von Fanny Fürstin Starhemberg

Franziska Gräfin Larisch heiratete 1898 den Fürsten Ernst Rüdiger von Starhemberg, mit dem sie in Eferding lebte und den Sohn Ernst Rüdiger Starhemberg hatte, welcher später Vizekanzler Österreichs und Führer der Heimwehr wurde.
Sie war seit ihrer Jugend karitativ tätig und wurde nach dem Ende der Donaumonarchie auch politisch tätig. Ab 1919 war sie Vorstandsmitglied der Christlichsozialen Partei und saß als CS-Abgeordnete von 1920 bis 1931 im Bundesrat. Neben Parteifunktionen bekleidete sie in Oberösterreich zahlreiche Ehrenämter. Von 1914 bis 1934 war sie Präsidentin der von ihr mitbegründeten Katholischen Frauenorganisation in Oberösterreich. Auch beim Roten Kreuz bekleidete sie hohe Ämter, darunter das der Präsidentin des Frauenhilfsvereins. Auf dem Weltkongress des Roten Kreuzes in Genf 1921 gehörte sie zu den Delegierten. In der „Internationalen Frauenliga“  war sie ein Vorstandsmitglied.
Im Völkerbund vertrat sie Österreich ab 1934 für den Frauen- und Jugendschutz. Sie leitete das 1935 geschaffene Frauenreferat der Vaterländischen Front (VF) und hatte ab 1936 auch einen Sitz im Führerrat der VF, weshalb sie nach dem Anschluss Österreichs vorübergehend von den Nationalsozialisten inhaftiert wurde. Nach ihrer Freilassung zog sie auf eines ihrer Güter im Teschener Schlesien.

## Zitat
- Über die Abschaffung des Adels: Michael Hainisch, Bundespräsident von 1920 bis 1928, nannte die offizielle Abschaffung des Adels „ein kindisches Beginnen, schon deshalb, weil man gar nicht diejenigen traf, die man hatte treffen wollen. Ich sprach einmal mit der ebenso feinen wie klugen Fürstin Fanny Starhemberg über diesen Punkt. ‚Uns‘, sagte sie, macht die Aufhebung des Adels nichts, wir bleiben mit oder ohne den Titel immer die Starhembergs.“